# イノシシ科
イノシシ科 (猪科、Suidae) は、哺乳綱鯨偶蹄目イノシシ亜目（猪豚亜目）に属する1科。指先が蹄になるシカやカモシカなどと同じ偶蹄類の仲間で、神経質な動物である。

## 進化史
イノシシ科の属する鯨偶蹄類は、新生代始新世の真獣類の第二次適応放散において現れた、植物食有蹄類のグループの一つである。当初はもう一つの植物食有蹄類の大グループ、奇蹄類に先行されるものの、続く漸新世において本格的な放散を開始する。イノシシ科の属するイノシシ亜目（猪豚亜目）では、漸新世に現れたアルケオテリウムおよびダエオドン（ディノヒウス）などを含むエンテロドン科が先んじて繁栄している。このエンテロドン科は頑健な太い樽状の胴体に短い四肢、長い吻部を持つ大きな頭蓋をもった、大柄なイノシシに似た生物である。このグループは、歯列が真獣類の基本形の44本であるなど祖先的な形態を多く留めるが、肢端の趾が二本になるなど、イノシシ科などよりも特殊化した部分を持っていた。このグループはユーラシア大陸及び北アメリカ大陸において繁栄したが、中新世に至って衰退し、代わってイノシシ科及びペッカリー科から成るイノシシ上科がその地位を奪っている。主に新大陸においてはペッカリー科が分布し、イノシシ科は旧世界に割拠した。イノシシ科は当初ユーラシア大陸のみに分布したが、中新世前期に地続きとなったアフリカ大陸へ進出している。これらのイノシシ達は、初期の人類達の居住域近くにも分布し、その化石はラエトリやオモの遺跡より、人類の化石とともに多数出土している。
イノシシ科全体の進化傾向としては、後期のグループになるにつれ吻が伸長し、上顎犬歯が際立って発達していく事が挙げられる。しかしその一方で、現生種に至るまで肢端は四本の趾を保持したままである。これは、姉妹群であるペッカリー科が肢端の指を減らしている事と対照的である。

## 形態

### 骨格・歯列
頭骨、特に吻部は前後に長いがペッカリー科ほど高さは無い。ウシやヒツジなどよりも脳函は大きい。吻の伸長とともに歯列も長くなっているが、イノシシ科は犬歯などに独特の形態を持つ。上下の犬歯は牙状に伸長しつつ、互いに噛み合う事無く顎の外側へと湾曲していく。上顎犬歯は更に上方へと伸び上がるが、中にはバビルサの様に鼻上の皮膚を突き破って眉間の側へ巻き上がっているものも存在する。臼歯は特殊化した絶滅属を除いて基本的に低歯冠のブノドント（臼状歯、丘状歯とも。咬頭が鋭くなく、丘状となっている歯）である。この形態の歯は、クマなど雑食性の動物によく見られる形態である。摩耗した臼歯は、同じく雑食であるヒトのものと酷似している。胴体はがっしりしており樽状。四肢は細く、やや短い。肢端に関しては、趾の数を減らしていく傾向のあるエンテロドン科やペッカリー科とは異なり、4本の趾を保持している。肢を構成する骨の数は25本で祖先的な形態を保持したままであるが、走行に支障をきたす事はない。中指及び薬指の大きな蹄は塊状になっておらず、ものを掴んだり支えたり出来る構造になっている。

### 軟組織
体表は多くの種では剛毛で覆われるが、バビルサなど体毛をほとんど持たないものも存在する。耳は大きく、頭部の上方に直立する。眼は比較的小さいが、サイズ自体はヒトのものとほぼ同じ大きさである。また色覚などの機能も同様である。眼窩は頭部側面についている為、約310度もの広い視野を持つ。イノシシや豚において最も重要な器官の一つは鼻である。鼻先には多数の神経が集中しており、鋭敏な感覚器官となっている。また、鼻には軟骨のパッドがあり、これを使って地面を掘り返すことができる。また、嗅覚は鋭敏である。
消化器官に関しては、反芻獣やクジラ、カバ、ペッカリーなど複数の胃を持つものの多い鯨偶蹄類の中にあって、単純な形態の単胃を持つ。これはイヌ、ネコなど食肉類やヒトなども同様である。しかしそれらとは異なり、噴門付近が拡大している点が見て取れる。これは、イノシシ科の胃が食物を貯蔵する機能を備えつつある進化傾向とされる。

## 生態
陸上の偶蹄類は、漸新世から中新世にかけて、森林から草原などに進出し、それぞれが異なる進化を遂げていった。アフリカの広大な草原にはウシの仲間が、ツンドラや温帯の草原にはシカの仲間が、開けた山岳地帯にはヤギやヒツジの仲間が進出を果たしている。しかし現在もその多くが森林に残るイノシシ類は、そのまま祖先的な特徴を色濃く残し、また、単純な構造の胃を持ち反芻をしないため、栄養価の高い食物を必要とする。つまりは農作物の嗜好が高いということでもあり、その農業被害が各地で問題となっている。雑食性で、地下茎や木の実、昆虫類、ヘビなど何でも食べるが、その身体的構造から見ても本来は植物質が中心である。
繁殖力が強く、アフリカ大陸からヨーロッパ、アジアにかけて広く分布する。家畜が野性化したものを含めると、寒帯を除く世界中に生息している。現在16種が分類されており、4属から8属にまとめられると考えられている（特に東南アジアには多種が生息）。ブタもイノシシ科の一種であるが、ブタはイノシシが家畜化されたものであり、この2種は同一種（Sus scrofa）に括られている。
夜行性のものも数種見られるが、基本的には昼行性である。というのもイノシシ類は色覚を持つと言われ、青を中心とした色に反応を示すのであるが、これはかれらが元来昼行性であることを示唆している。しかし視力そのものはそれほど発達しておらず、敵や餌の発見は嗅覚・聴覚に頼っている。見通しの良くない藪や森林に生息しているため、そのような進化を遂げたと考えられる。

## 人間との関係
イノシシとヒトとの関わりは古く、100万年以上前まで遡る。アフリカにおいては初期人類と一部分布域が重なっており、ヒトの先祖であるホモ・エレクトスの遺跡からは、処分跡のあるイノシシの骨が出土している。それ以降も多数の遺跡でイノシシを狩り、食べていた痕跡が見つかっている。また、家畜化されたのも紀元前9000年程前と推定され、中国などの遺跡からブタの骨が出土している。
鋭敏な嗅覚を利用し、ヨーロッパでは地中のトリュフ探しにイヌと共にブタも利用される。これは、トリュフが発散する科学物質、ステロイドホルモンの一種、5-アルファアンドロステノールがブタにとっては雌を惹き付ける性フェロモンだからである。

### 寄生虫
本科の動物は、人体寄生性のテニア科条虫のうち、ヒトとイヌが終宿主となる有鉤条虫（サナダムシの一種）の嚢虫（幼虫）を内臓・筋肉内に宿していることが多い。十分火を通さずに肉を摂食すると体内で成長して成虫となり、消化管に寄生する。そして、この成虫を宿しているヒトやイヌから排泄されるその卵を経口摂取したブタなどの体内で嚢虫となる。ヒトは中間宿主にもなり得るため、ヒト→ヒト感染も成立する。嚢虫は内臓・筋肉内だけでなく脳に入り込む場合もあり、流行地ではてんかんの原因にもなっている。
ヒト（嚢虫-成虫-卵）→イノシシ類（卵-嚢虫）→ヒト。これが有鉤条虫の生活環であり、嚢虫感染肉の生食を避けることによって、この寄生虫の生活環を絶つことができる。

## 分類
†は絶滅

### 上位分類
- 鯨偶蹄目（偶蹄目） Cetartiodactyla
  - 核脚亜目 Tylopoda
  - Artiofabula
    - Cetruminantia（反芻亜目、†エンテロドン類、鯨河馬形類）
    - 猪豚亜目Suina
      - ペッカリー科 Tayassuidae
      - イノシシ科 Suidae

### 下位分類
- イノシシ科 Suidae
  - †カイノコエルス亜科 Cainochoerinae
    - †Albanohyus
    - †カイノコエルス Cainochoerus

  - †ヒオテリウム亜科 Hyotheriinae
    - †Aureliachoerus
    - †Chicochoerus
    - †ヒオテリウム Hyotherium
    - †Nguruwe
    - †Xenohyus

  - †リストリオドン亜科 Listriodontinae
    - †クバノコエルス族 Kubanochoerini
      - †クバノコエルス Kubanochoerus

    - †リストリオドン族 Listriodontini
      - †Eurolistriodon
      - †リストリオドン Listriodon

    - †ナマコエルス族 Namachoerini
      - †Lopholistriodon
      - †ナマコエルス Namachoerus

    - †Dicoryphochoerus（族不明）

  - イノシシ亜科 Suinae
    - バビルサ族 Babyrousini
      - バビルサ属 Babyrousa

    - †ヒッポヒウス族 Hippohyini
      - †ヒッポヒウス Hippohyus
      - †Sinohyus
      - †Sivahyus

    - カワイノシシ族 Potamochoerini
      - †コルポコエルス Celebochoerus
      - モリイノシシ属 Hylochoerus
      - †Kolpochoerus
      - カワイノシシ属 Potamochoerus
      - †Propotamochoerus

    - イノシシ族 Suini
      - †Eumaiochoerus
      - †ヒッポポタモドン Hippopotamodon
      - †Korynochoerus
      - †ミクロストニクス Microstonyx
      - イノシシ属 Sus

    - イボイノシシ族 Phacochoerini
      - †メトリディオコエルス Metridiochoerus
      - イボイノシシ属 Phacochoerus
      - †Potamochoeroides
      - †Stylochoerus

    - †Porcula

  - †テトラコノドン亜科 Tetraconodontine
    - †コノヒウス Conohyus
    - †ノトコエルス Notochoerus
    - †ニャンザコエルス Nyanzachoerus
    - †Parachleuastochoerus
    - †シバコエルス Sivachoerus
    - †テトラコノドン Tetraconodon

  - 亜科不明
    - †クレウアストコエルス Chleuastochoerus
    - †Hemichoerus
    - †Hyosus
    - †Kenyasus
    - †シゾコエルス Schizochoerus（シゾコエルス亜科？）
    - †Sinapriculus

イノシシの仲間には交雑による遺伝的撹乱もあり、分類が不確定な種・亜種も多い。

### 現生群
種一覧と和名は川田ほか（2018）による。
- イノシシ亜科 Suinae
  - バビルサ族 Babyrousini
    - バビルサ属 Babyrousa - スラウェシ島とその属島の固有種。個体数は減少傾向。
      - バビルサ Babyrousa babyrussa
      - ボラバツバビルサ Babyrousa bolabatuensis
      - セレベスバビルサ Babyrousa celebensis
      - トギアンバビルサ Babyrousa togeanensis

  - イボイノシシ族 Phacochoerini
    - イボイノシシ属 Phacochoerus
      - イボイノシシ Phacochoerus aethiopicus  - サハラ砂漠以南のアフリカに広く分布。主にサバンナに生息。
      - ケープイボイノシシ Phacochoerus africanus  - アフリカ南部に多く生息する。イボイノシシの亜種とも考えられる。

  - カワイノシシ族 Potamochoerini
    - モリイノシシ属 Hylochoerus
      - モリイノシシ Hylochoerus meinertzhageni - アフリカ大陸の赤道近辺に分布。

    - カワイノシシ属 Potamochoerus
      - カワイノシシ Potamochoerus larvatus  - サハラ砂漠以南のアフリカ、マダガスカルに分布。
      - アカカワイノシシ Potamochoerus porcus  - サハラ砂漠以南の西アフリカに分布。

  - イノシシ族 Suini
    - イノシシ属 Sus
      - パラワンイノシシ Sus ahoenobarbus - フィリピン固有種。
      - ヒゲイノシシ Sus barbatus  - カリマンタン島とその属島に分布。
      - オオクチイノシシ Sus bucculentus - 東南アジアに分布。
      - ヴィサヤンヒゲイノシシ Sus cebifrons - フィリピン固有種。
      - セレベスヒゲイノシシ Sus celebensis - スラウェシ島とその属島の固有種。バビルサに比べて個体数は多い。
      - オリバーヒゲイノシシ Sus oliveri - フィリピン固有種。
      - フィリピンヒゲイノシシ Sus philippensis  - セブ島、ネグロス諸島の固有種。個体数は減少傾向。
      - コビトイノシシ Sus salvanius  - インドのマナス野生生物保護区にのみ生息。絶滅危惧種。
      - イノシシ Sus scrofa  - ユーラシア大陸からヨーロッパ、アメリカ南部から南アメリカと世界中に広く分布。
        - ブタ Sus scrofa domesticus  - イノシシの家畜化種。

      - スンダイボイノシシ Sus verrucosus - インドネシア、フィリピンに広く分布。

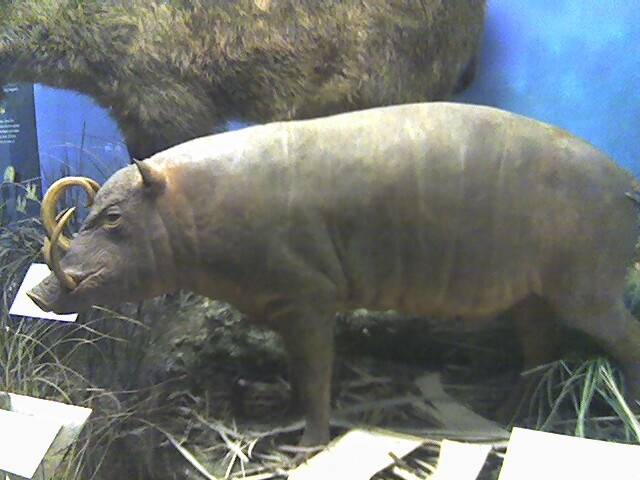
バビルサ（標本）
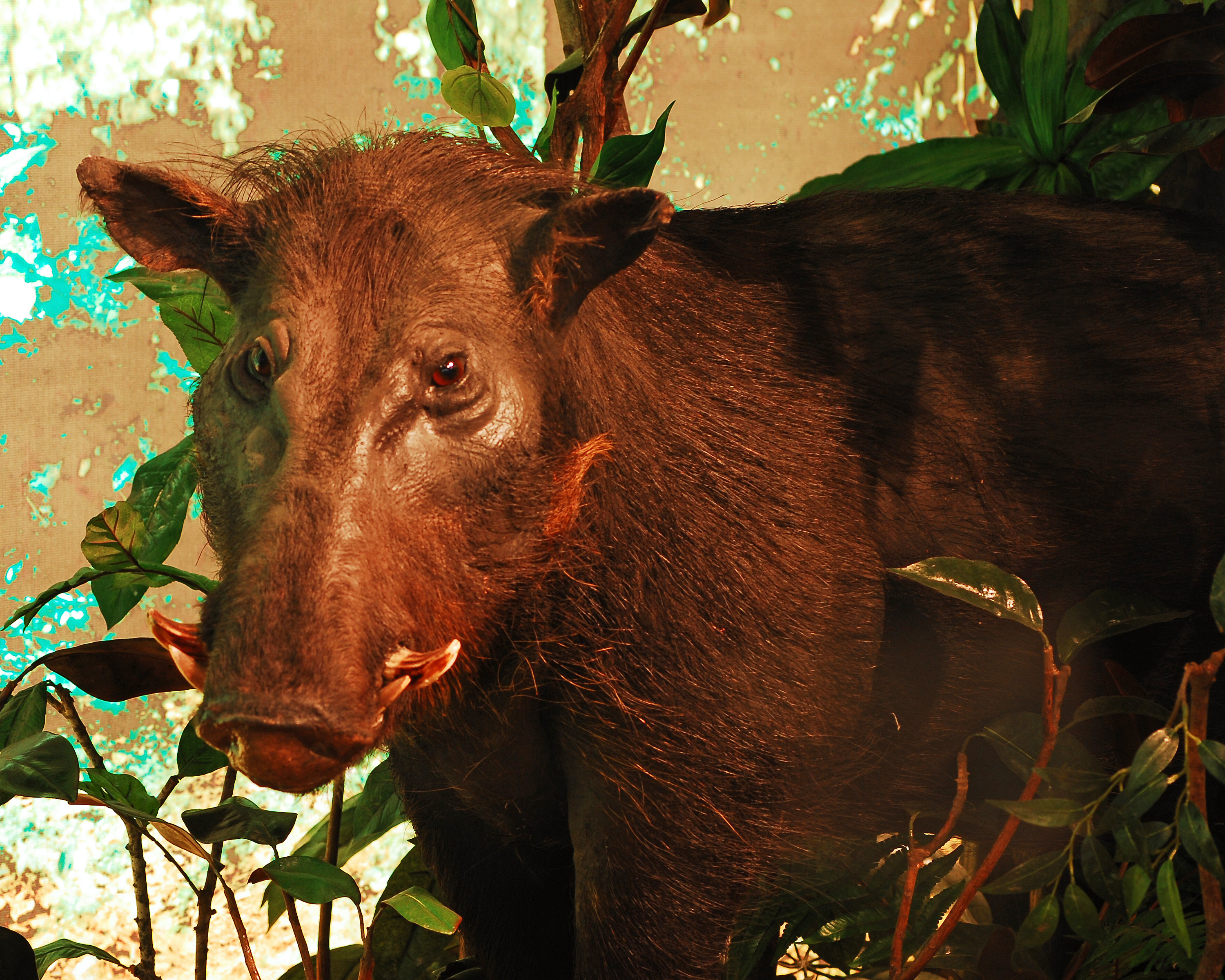
モリイノシシ
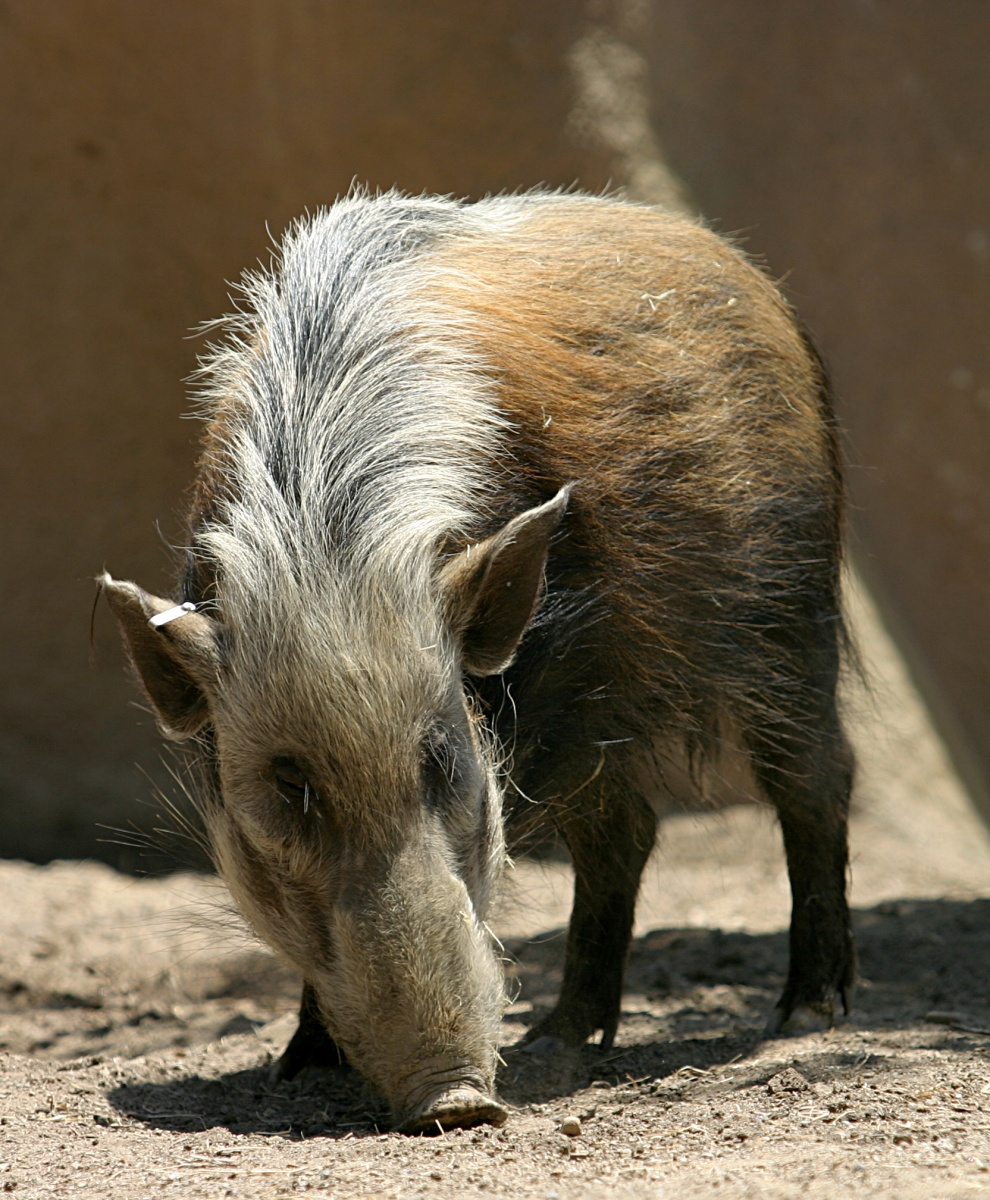
カワイノシシ
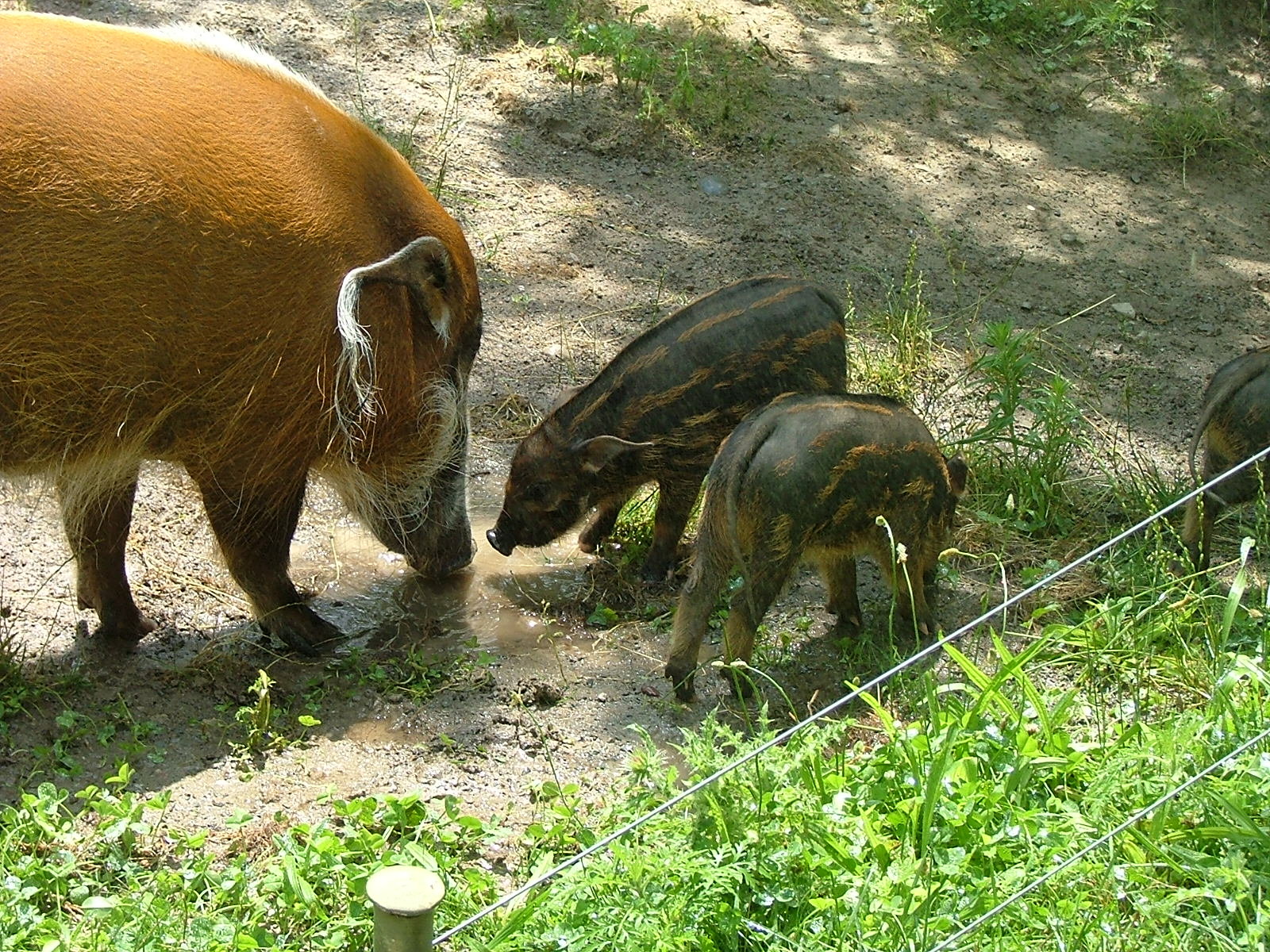
アカカワイノシシ親子
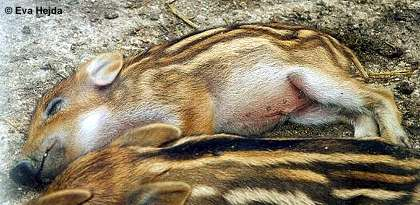
イノシシの子
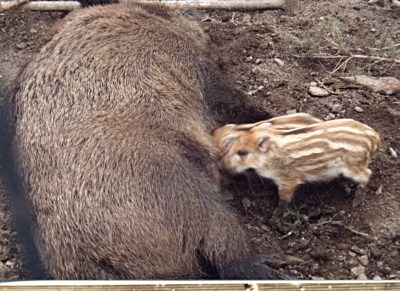
授乳するイノシシ
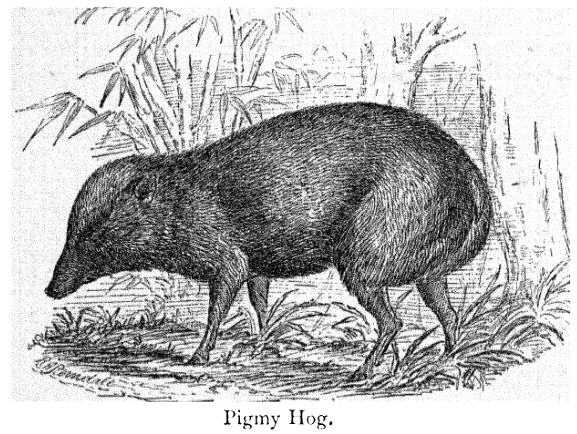
コビトイノシシ
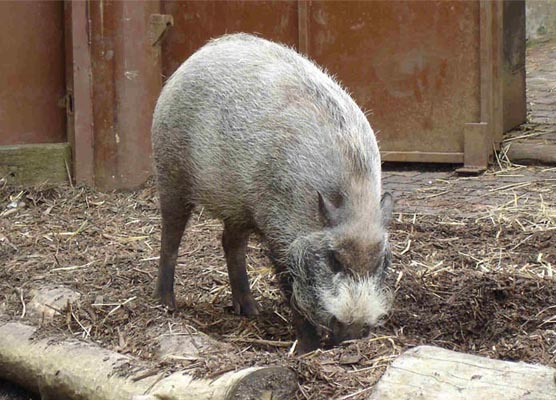
ヒゲイノシシ
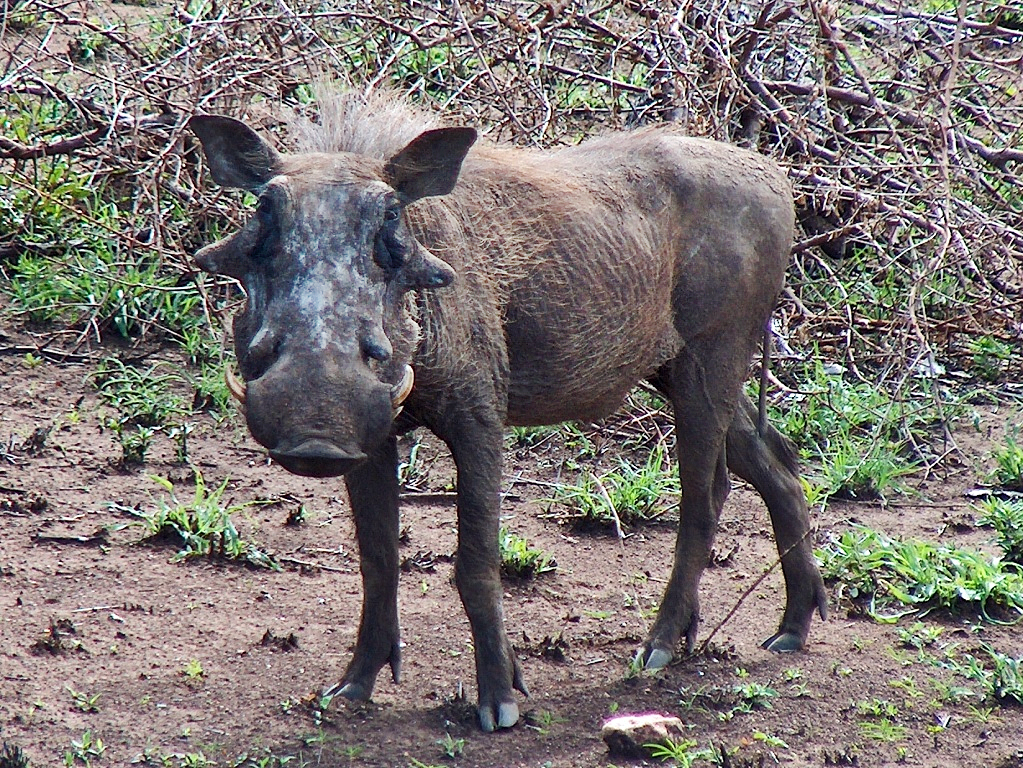
イボイノシシ